# رود لوهان
رود لوهان رودی است که به سیورسکی دونتس می‌ریزد. این رود از کشور اوکراین می‌گذرد. طول آن ۱۹۸ کیلومتر (۱۲۳ مایل) است. سرچشمه این رود در بخش شرقی هورلیفکا در استان دونتسک است.